# Oceania Cruises
L'Oceania Cruises est une compagnie maritime américaine basée à Miami en Floride qui exploite actuellement (2023) sept navires de croisière de taille « médium » pouvant accéder à de petits ports, tout en ayant la possibilité d'embarquer de nombreux équipements. 
Depuis 2007, elle est détenue par la firme d'investissement l'Apollo Global Management à New York. Et depuis 2014, la compagnie Oceania Cruises est une filiale de la holding détenant également les compagnies Norwegian Cruise Line et Regent Seven Seas Cruises.
La compagnie se positionne sur le segment du luxe comprenant la gastronomie avec une cuisine concoctée par de grands chefs. Les destinations proposées se situent en Asie, Europe, Afrique, Alaska, Baltique… Des tours du monde sont également organisés.

## Historique
Oceania Cruises a été fondé en 2002 par Joe Watters et l'ancien vice-président de Renaissance Cruises, Franck Del Rio. Cette nouvelle compagnie a d'abord affrété l'ex-R Two de Renaissance Cruises en le nommant Insignia en octobre 2002. En avril 2003 il a été affrété pour trois mois par l'agence de voyages française TRM (Transports Rapides Méditerranéens).
En juin 2003, Oceania Cruises a repris son activité avec deux navires : l' Insignia a été rebaptisé Regatta, et un nouveau navire de classe R, l'ex-R One, entré en service comme nouvel Insignia.
En novembre 2005, un troisième navire de classe R, l'ex-R Five, est entré en service sous le nom de Nautica. Un quatrième navire de même classe était prévu, mais ce projet ne s'est pas réalisé.
En février 2007, la compagnie rentre dans le groupe d'investissement Apollo Global Management,. Oceania Cruises commande la construction de deux nouveaux navires au chantier italien Fincantieri dans une nouvelle classe pouvant recevoir 1260 passagers. Les livraisons ont été faites en janvier et juillet 2011. Une option  sur une troisième unité est prise pour une livraison en mai 2012, mais n'est finalement pas levée.
Depuis septembre 2014, Oceania Cruises est une filiale à 100% de Norwegian Cruise Line Holdings (en) , également propriétaire des compagnies maritimes Norwegian Cruise Line et Regent Seven Seas Cruises.

## Flotte

### Classe Regatta
Les quatre navires de classe R de Renaissance Cruises ont pris le nom de classe Regatta. Chaque unité a jauge brute de 30.277 tonneaux et peut accueillir un maximum de 824 passagers dans 343 cabines.
| Nom      | Lancement | Chantier naval                                 | Entrée en service | Notes     | Photo |
| -------- | --------- | ---------------------------------------------- | ----------------- | --------- | ----- |
| Regatta  | 1998      | Chantiers de l'Atlantique Saint-Nazaire France | 2003              | ex-R Two  |       |
| Insignia | 1998      | Chantiers de l'Atlantique Saint-Nazaire France | 2003              | ex-R One  |       |
| Nautica  | 2000      | Chantiers de l'Atlantique Saint-Nazaire France | 2005              | ex-R Five |       |
| Sirena   | 1999      | Chantiers de l'Atlantique Saint-Nazaire France | 2016              | ex-R Four |       |

### Classe Oceania
Chaque unité des deux navires a une jauge brute de 66 000 tonnes. Elle peut accueillir 1260 passagers pour 626 cabines. La majorité, 580 de celles-ci disposent de balcons privés. L'aménagement intérieur a été conçu par Y & S Architecture and Interior Design, société norvégienne.
| Nom     | Livraison | Chantier naval     | Entrée en service | Tonnage         | Notes | Photo |
| ------- | --------- | ------------------ | ----------------- | --------------- | --- | ----- |
| Marina  | 2011      | Fincantieri Italie | 22 janvier 2012   | 66 000 tonneaux | |       |
| Riviera | 2012      | Fincantieri Italie | 2012              | 66 000 tonneaux | Accueille 1250 passagers, doté de 16 ponts, de 8 bars, d’un casino, d'une piscine et d’un escalier créé par la maison de verrerie de luxe Lalique |       |

### Classe Allura
| Nom    | Livraison    | Chantier naval     | Entrée en service | Tonnage         | Notes       | Photo |
| ------ | ------------ | ------------------ | ----------------- | --------------- | ----------- | ----- |
| Vista  | 2023         | Fincantieri Italie | avril 2023        | 67 817 tonneaux |             |       |
| Allura | Juillet 2025 | Fincantieri Italie |                   | 67 817 tonneaux | Forme Gênes |       |

### Nouvelle classe
Deux navires d'une nouvelle classe, le Sonata en 2027 et un sistership en 2028.
Deux nouveaux bâtiments supplémentaires (2032 & 2035)